# Hallunda
Hallunda es una parte del barrio de Norsborg de la ciudad de Estocolmo (Suecia). Tiene su propia estación de metro (ferrocarril). Hallunda fue construida en los años 1970-75 (igual que Norsborg) y contiene aproximadamente 2000 apartamentos en Torres de 8 plantas. Hay una iglesia ortodoxa siríaca pues la población de origen siríaca es abundante en Hallunda. 
Hallunda al principio de su desarrollo solo tenía apartamentos comunales o estatales puestos en alquiler. Pero en los 90s, cuando Norsborg o sea Nortebotkyrka se convirtió en un barrio problemático por contener mucha gente pobre que no tenía dinero para comprarse un apartamento, la comuna Botkyrka, o sea la empresa comunal Botkyrka byggen, vendió todas las viviendas de Hallunda a la empresa privada llamada HSB. Los apartamentos fueron vendidos a bajo precio, por ejemplo un apartamento de tres habitaciones se vendió por solo 10 000 kr en 1991, y unos años después, en 2007, los apartamentos en Hallunda costaban aproximadamente entre 300 000 - 500 000 kr. 

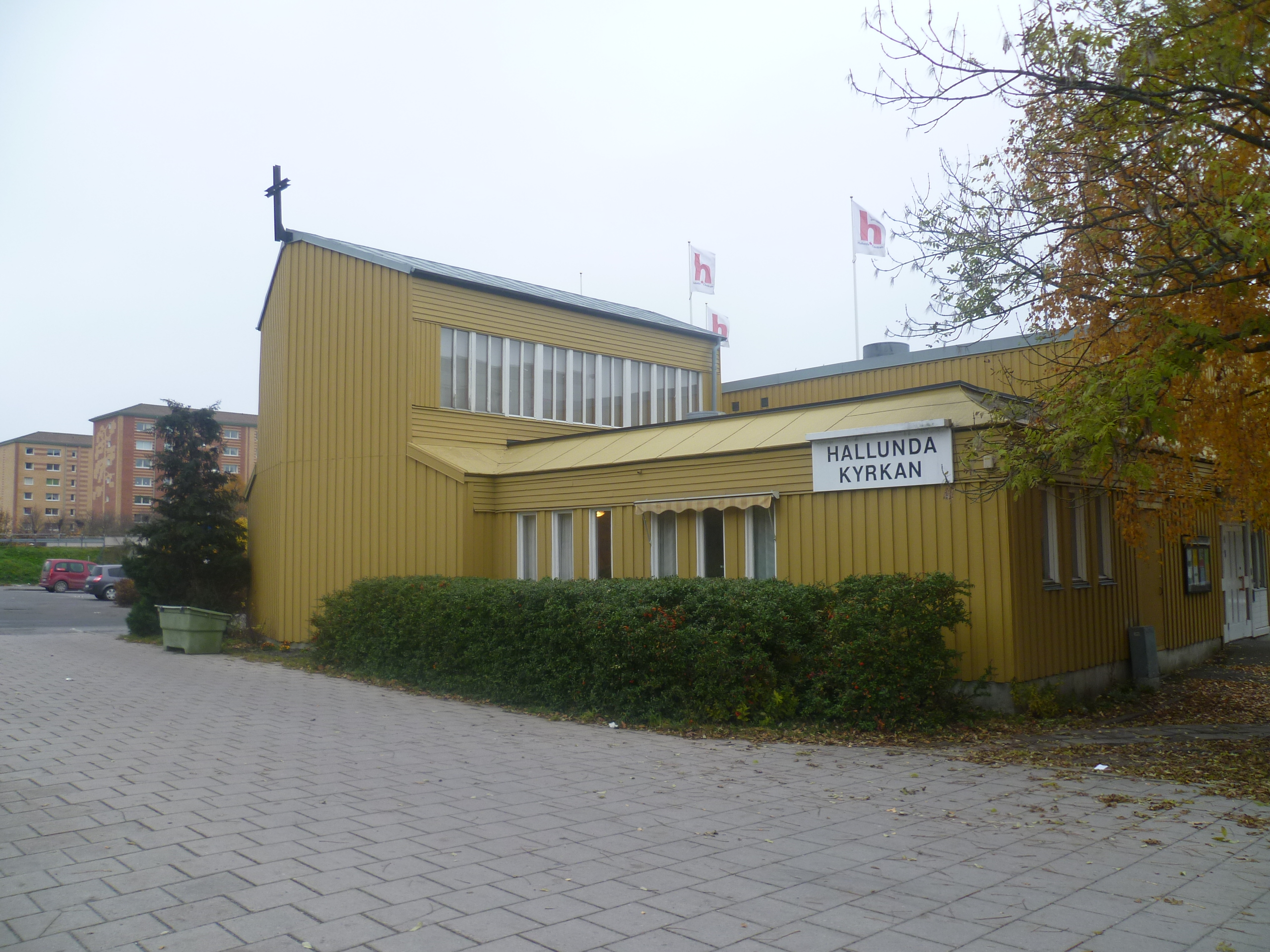
Iglesia de Hallunda.

El centro comercial de Hallunda tiene más de 45 tiendas. En la parte norte de Hallunda, que se llama Hallundagård, hay lugares históricos de Suecia.
- Datos: Q5643216
- Multimedia: Hallunda / Q5643216